# 石原留吉

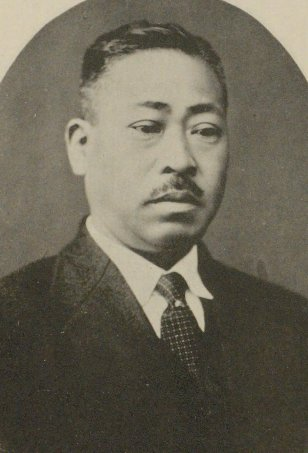
石原留吉

石原 留吉（いしはら とめきち、1875年（明治8年）2月 - 1940年（昭和15年）12月8日）は、高松市長。

## 経歴
香川県木田郡西植田村（現在の高松市）出身。井口秀八の二男として生まれ、石原キクの養子となった。1896年（明治29年）、東京法学院（現在の中央大学）を卒業し、1904年（明治37年）に高等文官試験に合格した。岐阜県知事官房主事、千葉県君津郡長、岡山県内務部第三課長を歴任。
1909年（明治42年）に韓国政府応聘者となり、韓国併合後は京城府書記、慶尚南道事務官、京城府事務官、新義州府尹、元山府尹を歴任した。
退官後の1924年（大正13年）から高松市長を務めた。

## 著書
- 『京城案内』（京城協賛会、1915年）